# The Way International
The Way International ist eine von Victor Paul Wierwille (1916–1985) gegründete nichttrinitarische christliche Organisation, deren Lehre neben eigenen Elementen verschiedene andere Traditionen beinhaltet.

## Verbreitung
Nach eigener Aussage ist „The Way“ in 61 Ländern verbreitet, die Anzahl der Mitglieder wird auf etwa 10.000 bis 20.000 geschätzt.

## Lehre
„The Way“ lehnt die christliche Trinitätslehre ab und lehrt stattdessen einen ähnlichen dynamischen Monarchiasmus wie die Zeugen Jehovas oder die Arianer.
Jesus Christus wird als Sohn Gottes bezeichnet, er sei ein perfekter Mensch ohne Sünde gewesen, aber seine Gottheit wird abgelehnt.
Die Gottheit und Persönlichkeit des Heiligen Geistes werden abgelehnt. In der Bibel wird zwischen „heiligem Geist“ (eine unpersönliche Kraft, die Gläubige von Gott empfangen) und „Heiligem Geist“ (ein anderes Wort für Gott) unterschieden, was sich im Griechischen nicht nachvollziehen lässt.
Zungenrede gilt als Bestätigung der Erlösung. Nach Wierwille kann jeder Christ nach seiner Methode die Zungenrede erlernen.
Wierwille lehrt ein „Gesetz des Glaubens“: Was immer der Einzelne glaubt (Positives und Negatives), wird in Erfüllung gehen.
„The Way“ sieht die nach Pfingsten geschriebenen Bücher der Bibel, insbesondere die Paulusbriefe, als an Christen adressiert und damit verbindlich für Christen an. Die anderen Bücher der Bibel, neben dem Alten Testament auch die Evangelien, werden als Gottes Wort angesehen, sind aber nicht an Christen adressiert und werden als nützlich betrachtet, aber nicht in gleicher Weise wie die an die Gemeinde (an Christen) gerichteten neutestamentlichen Schriften. Die Exegese entspricht im Wesentlichen der fundamentalistischen Exegese. Wierwille lehrt, dass es bei manchen Bibelstellen im Laufe der Kirchengeschichte Fehler in der Überlieferung des Textes, Fehler bei der Übersetzung, aber in einigen Fällen wohl auch bewusste Fälschungen durch die Übersetzer oder Herausgeber bzw. die auftraggebenden Organisationen gegeben habe.

## Gottesdienst und Praxis
Die Wassertaufe wird abgelehnt.
Die Gruppe ist sehr missionarisch orientiert und bietet Kurse und Seminare als Live-Unterricht oder auf CD an.

## Organisation
Nach dem Tod von Victor Paul Wierwille übernahm L. Craig Martindale die Führung. Die Gruppe gibt kaum Informationen über ihre Organisation und Strukturen bekannt.
Das Hauptquartier wird als „Wurzeln“ bezeichnet, die Ländergruppen als Stämme, regionale Organisationen als Äste, lokale Gruppen als Zweige und einzelne Mitglieder als Blätter.
Die Gruppe ermutigt Mitglieder, ähnlich wie andere Gruppen und Freikirchen auch, den Zehnten vom Einkommen für das Werk der Organisation zu geben. Sowohl das Geben des Zehnten wie auch andere darüber hinausgehende Spenden an die Gruppe oder Bedürftige sind freiwillig und sollen überlegt und mit Freuden gegeben werden, je nachdem wie ein jeder es vermag.

## Geschichte
Der Gründer, Victor Paul Wierwille (1916–1985), war Pastor in der konservativen „Evangelical and Reformed Church“, die sich 1963 mit anderen Kirchen zur „United Church of Christ“ zusammenschloss. Nach seiner Aussage hörte er 1942, wie Gott zu ihm sprach und ihm sagte, dass er ihn führen werde und dass Wierwille die Bibel genauer interpretieren werde als irgendjemand seit der Zeit der Apostel. Im gleichen Jahr begann er mit Hörfunksendungen.
1948 kaufte sich Wierwille einen Doktortitel von einer Titelmühle in Colorado. 1953 begann er Kurse „Power for Abundant Living“ abzuhalten. Einige Jahre später trat er aus seiner Kirche aus, wo er wegen seiner unorthodoxen Lehren stark kritisiert worden war. In den folgenden Jahren entfernte sich seine Lehre über die Trinität und die Natur Christi immer mehr von der der etablierten Kirchen.
Aus dem Jesus-Movement der 1960er Jahre bekam die Gruppe einigen Zustrom. In den Siebzigerjahren begann sie mit jährlichen Rockfestivals, den „Rock of Ages Festivals“, wo sie ebenfalls Mitglieder gewann.
1982 zog sich Wierwille offiziell von der Leitung zurück und setzte stattdessen L. Craig Martindale ein.

## Ökumene
Aufgrund ihrer Lehre über die Trinität und die Bibel kann die Gruppe nicht mit dem Glaubensbekenntnis des ökumenischen Rats der Kirchen übereinstimmen.

## Kontroversen
Einige ehemalige Mitglieder und Sektenkenner werfen der Organisation extrem autoritäre Strukturen und teilweise sogar Gehirnwäsche vor.
Wierville soll mindestens acht Bücher von drei Autoren plagiiert haben.